# Jazmin Felix-Hotham
Pour les articles homonymes, voir Felix et Hotham.
Pas d'image ? Cliquez ici

b Matchs officiels uniquement.
Dernière mise à jour le 9 août 2024.
Jazmin Felix-Hotham, née le 2 juillet 2000 à Henderson (Nouvelle-Zélande), est une joueuse internationale néo-zélandaise de rugby à sept.

## Biographie
Jazmin Felix-Hotham naît le 2 juillet 2000 à Henderson en Nouvelle-Zélande.
Jazmin Felix-Hotham est la sœur ainée de Noah Hotham, joueur international néo-zélandais de rugby à XV.
Sélectionnée pour le tournoi féminin de rugby à sept aux Jeux olympiques d'été de 2024, organisés à Paris, elle remporte la médaille d'or.